# Fotografie na Ukrajině

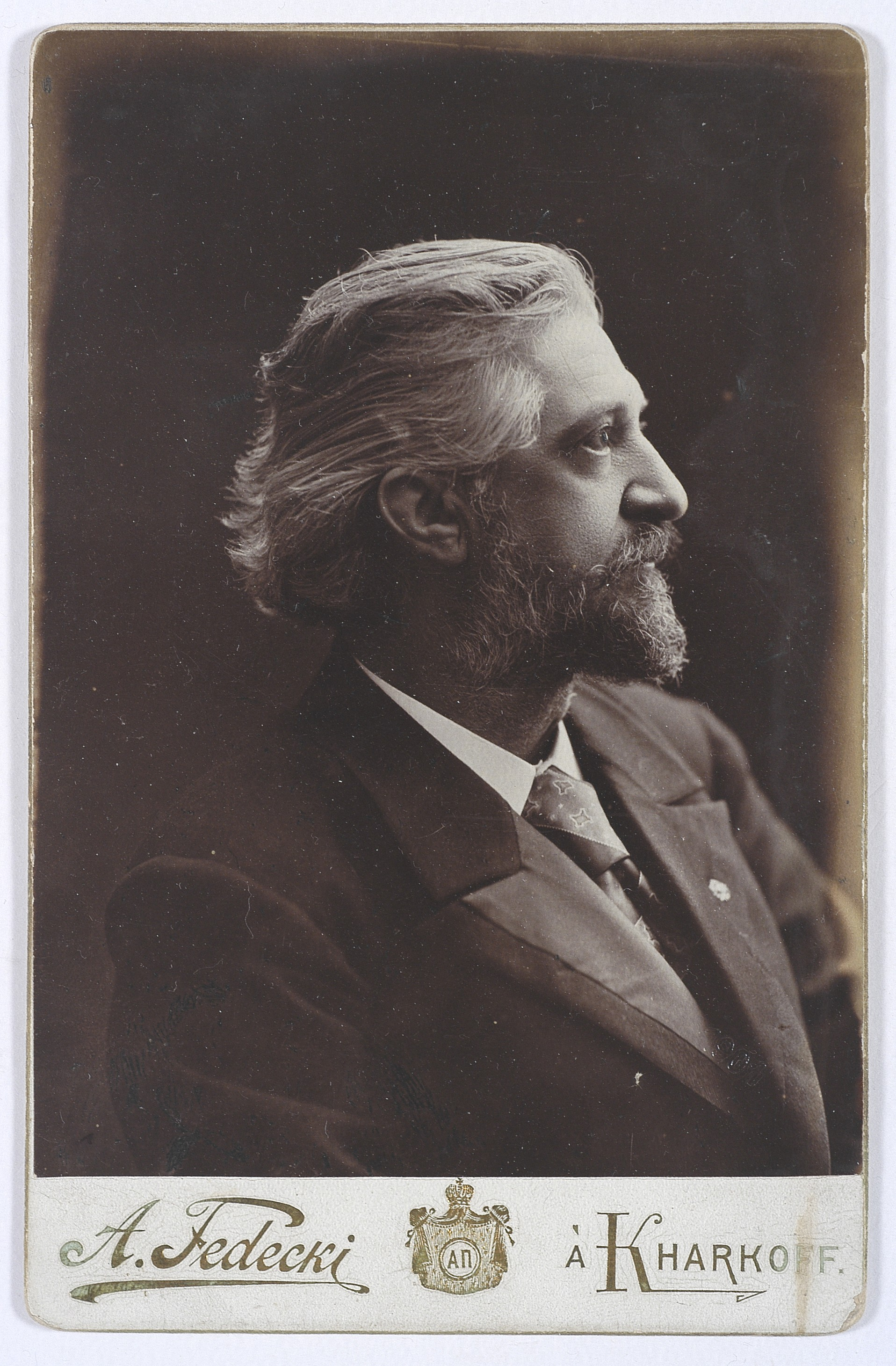
Alfred Konstantinovič Feděckij: Aleksandr Wierzbiłłowicz, 1901

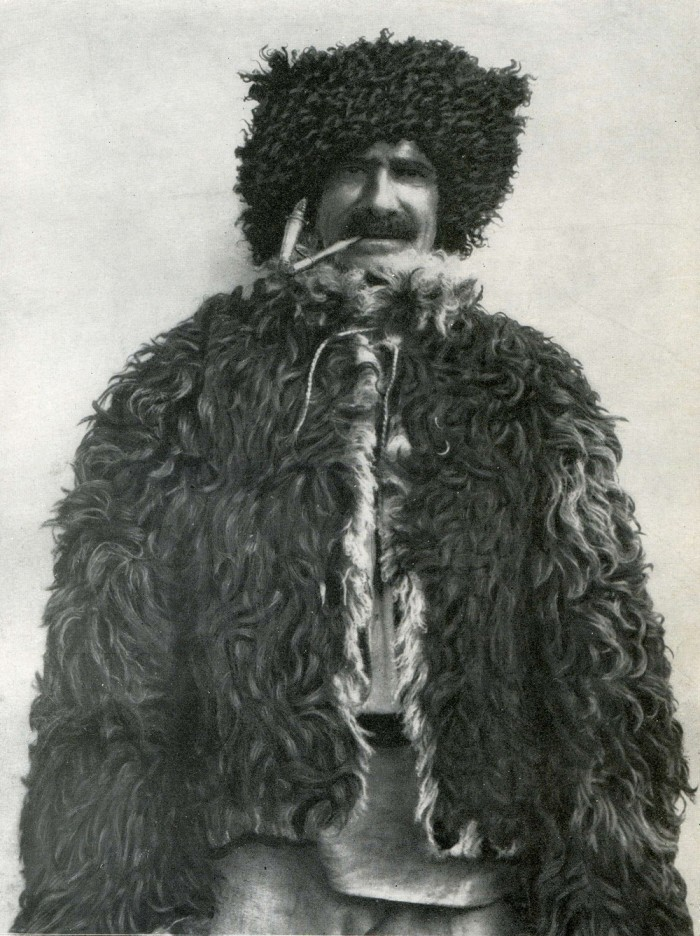
Volodymyr Osypovyč Šuchevyč: Hucul v obráceném kožichu a klobouku, 1899

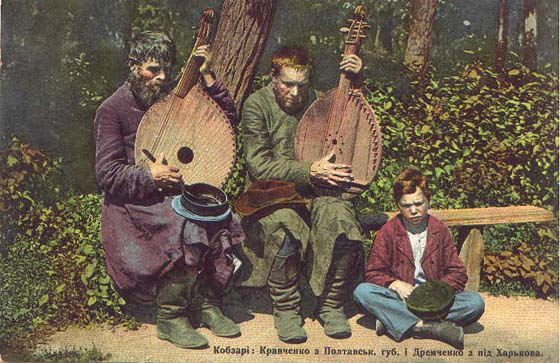
Josyp Celestianovyč Chmelevskyj: Kobzarové byli potulní ukrajinští bardi, kteří zpívali za svého vlastního doprovodu, hráli na banduře nebo kobze, asi 1902

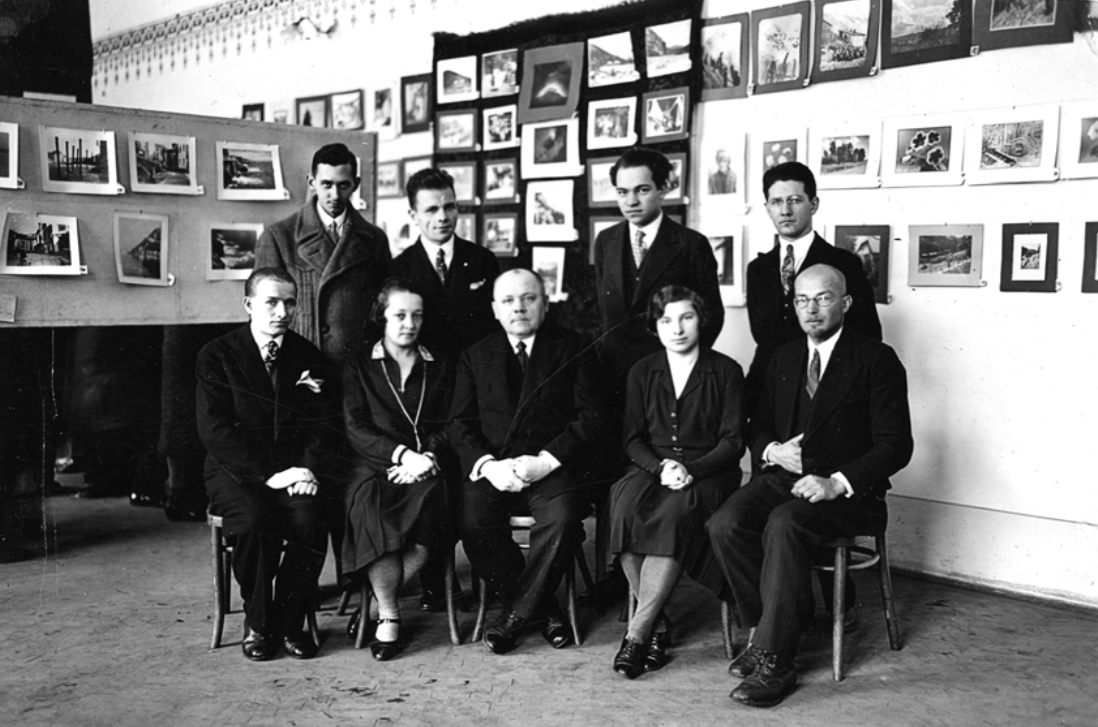
Ukrajinská fotografická společnost, Sedící (zleva doprava): Jaroslav Savka, Mečyslava Ganicka, Stepan Dmochovskyj, Jaroslav Prociv, Oleksa Balickij; stojící: Julian-Jurij Omeljanovyč Doroš, ..., Danylo Figol, B. Skretovyč, 1930

Fotografie jako věda, technologie a umění se na Ukrajině vyvíjela různými způsoby, protože ukrajinská země byla rozdělena mezi dvě říše: Rusko a Rakousko. To způsobilo určitý rozdíl v cílech fotografických společností, v technologiích, technikách a sociální roli fotografie na Ukrajině.

## Obecné informace
Chemické principy fotografie byly objeveny v první polovině XVIII. století, kdy byl objeven a prokázán účinek světelné citlivosti stříbrných solí. V průběhu následujícího století byly zdokonaleny znalosti v oblasti chemie a také technické aspekty expozice látek citlivých na světlo a dlouhodobá fixace získaných obrazů.
Na Ukrajině pochází fotografie jako umění a technologie ze dvou směrů: ze západních zemí - z Rakouska-Uherska a z východu – ze zbývajících zemí, včetně východní Evropy.

## První kroky fotografie na Ukrajině
Fotografii přivezli na Ukrajinu ve 40. letech 19. století zahraniční fotografové, účastníci každoročních mezinárodních kyjevských veletrhů. „Smlouvy“, které často zůstávaly na Ukrajině; prvními osadnickými fotografy byli francouzští „Jacques“ a Charles-Paul Herbst; ten otevřel daguerrotypické studio v Kyjevě. A. Karpyuk a Volodymyr Osypovyč Šuchevyč byli průkopníky ukrajinské fotografie v západoukrajinských zemích ve druhé polovině 19. století – ve Lvově, Stepan Dmochovskyj, E. Ljubovič (od roku 1911) v Přemyšli, F. Veličko ve Stanislavově.

## Období 1850–1914

### Východní země Ukrajiny
V padesátých letech 19. století už byli v Kyjevě místní fotografové: I. Čechovič, Ivan Hudovskyj, Fedor Levdik, K. Vojuckij (fotografoval rakev básníka Tarase Ševčenka), M. Gros, Jank a další. Od roku 1864 měl ateliér Benzeman M., Franc Mezer (Franc de Mezer), autor kyjevských vedut z let 1860–1890, Josyp Kordyš (1868), M. Pastěrnak (1869) a další.
V letech 1860–1900 otevírali svá fotografická studia profesionálové v Oděse, Charkově, Poltavě a v dalších velkých městech. Jeden z prvních ukrajinských fotografů, Włodzimierz Wysocki, otevřel v roce 1871 fotografické studio v Kyjevě a od roku 1880 do roku 1886 v něm pracoval Alfred Konstantinovič Feděckij, známý ukrajinský fotograf a kameraman. Mezi nejslavnější fotografy a umělce té doby v Oděse byli: Filip Haas, Mičri, Fedorověc, Chloponin a K. Migurskij. V 80. a 90. letech byli populární Antonopulo, Dimo, Čechovskij a mechanik a vynálezce J. Tymčenko, kteří konstruovali příslušenství pro snímání a promítání pohyblivých obrazů.O. Ivanickij, E. Trofimov a R. Bikovskij byli v Charkově známí od 70. let 19. století. Od června 1886 zde působil Alfred Konstantinovič Feděckij, zakladatel kinematografie na Ukrajině a tříbarevné fotografie, který byl za své umělecké portréty a krajiny oceněn na zahraničních výstavách. Od roku 80. a 90. let byli známí například O. Sučkova, G. Serebrin, V. Timošenko, R. Tuken a další. V Poltavě od začátku. 80. let 19. století pracoval J. Čmilevskij, autor alba fotografií z míst spojených se životem M. Gogola, fotografií z otevření pomníku I. Kotljarevského (1903) a rozsáhlé série fotografií domu Poltavskovo Zemstva (1908–1909).
Spolu s uměním se rozšířila komerční fotografie, zejména po vynálezu (1871) Angličana Richarda Maddoxe suchý želatinový proces, který do fotografického průmyslu přinesl lehké bromostříbrné suché želatinové desky. V roce 1914 pracovalo v samotném Kyjevě asi 70 komerčních fotografů (v Oděse asi 40, v okresních městech asi 10, ve městech 2–3). V Kyjevě bylo 6 obchodů s fotografickým příslušenstvím (včetně „ukrajinského fotomagazinu“ I. Konoseviče); probíhaly kurzy praktické fotografie Bernadského; pracovníci fotografických studií v Kyjevě měli své vlastní profesionální společnosti.
Do roku 1914 bylo v Kyjevě mnoho uměleckých fotografů a profesionálních vědců: Aršenevskij, M. Bobir, I. Haas, A. Gubčevskij, I. Jezerskij, K. Parčevskij, M. Šukin a zejména učitel fotografie na kyjevské polytechnice, později v Kyjevském institutu polytechnického umění a filmovém institutu - M. Petrov a badatel v oblasti mikrofotografie V. Favorskij.Na konci 19. století začaly vznikat nové fotografické organizace jako například na pobočkách Rosijskovo Techničnovo Tovaristva v Charkově (1891), Oděse (1897) a Kyjevě (1899), stejně jako Společnost milovníků umění a vědy v Oděse, Charkově (1891) a Simferopolu (1896), Jelisavětgradu (1901) a nejaktivnější Kyjevská společnost amatérských fotografů Daguerre čistě ukrajinského charakteru v Kyjevě (1901–1917; spoluzakladatel a předseda v roce 1906–1912 M. Petrov). Společnost organizovala reportáže, exkurze, soutěže, v roce 1908 uspořádala celostátní kongres fotografů a mezinárodní výstavu umělecké fotografie v Kyjevě a v roce 1911 v Kyjevě uspořádala mezinárodní salon umělecké fotografie.

#### Fotografické společnosti ve východních zemích

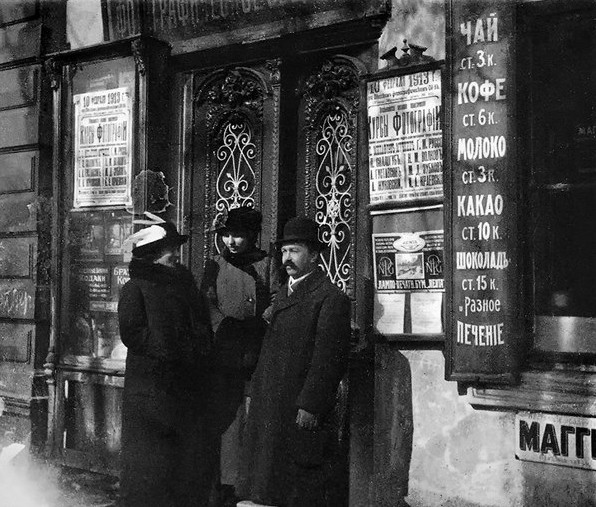
Budova Oděské fotografické společnosti

V roce 1891 bylo v Oděse založeno sdružení amatérských fotografů pod názvem Oděská fotografická společnost. V roce 1901 byla v Kyjevě založena Kyjevská společnost amatérských fotografů Daguerre, která trvala až do roku 1917.

### Západní země Ukrajiny

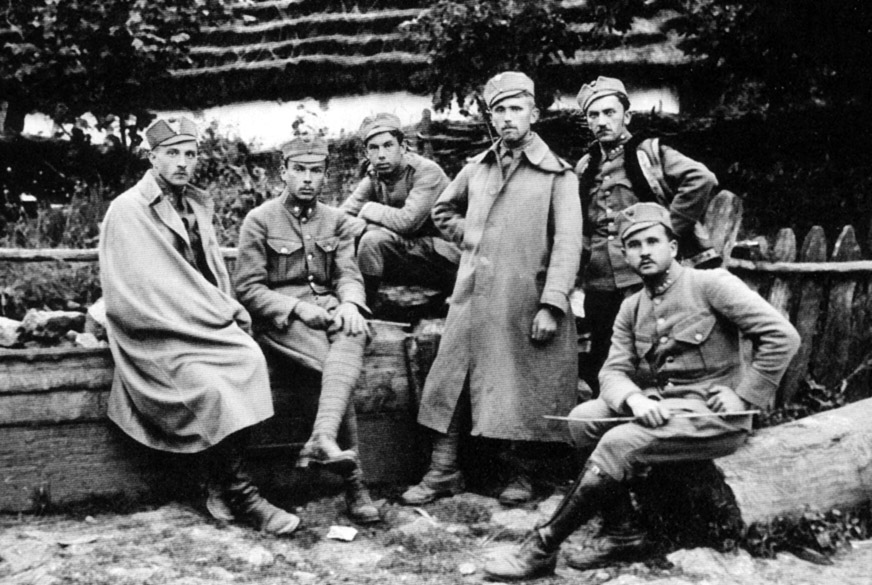
Tisková kancelář Ukrajinských sičských střelců (USS) Kupčynskyj Roman Hryhorovyč, Ivan Josypovyč Ivanec, Orobec Vasyl, Dzikovskyj Vasyl, Lepkyj Lev, Mojsejovyč Teofil

Organizace amatérských fotografů byla založena právě v tiskové kanceláři Ukrajinských sičských střelců (USS, Ukrajinski sičovi strilci) na konci roku 1914 v Karpatech. První fotografie „v terénu“ pořídili Ivan Josypovyč Ivanec, Julian Bucmaňuk, B. Hnatěvič, V. Klim, T. Moisejevič, M. Ugrin-Bezgrišnij, T. Jacura a další. (Výstava 1916 ve Vídni, opakovaná 1934 ve Lvově). V roce 1915 V. Bobinskij a Lev Getz sestavili v USS sbírku Strilecka Antologia, která obsahovala 36 děl ilustrovaných 144 fotografiemi vojenských fotografů. Amatérské skupiny také operovaly v internačních táborech v Československu v Liberci (1920) a Josefově (předseda O. Balickij, výstava 1923).

## Meziválečné období 1920–1939

### Západní země

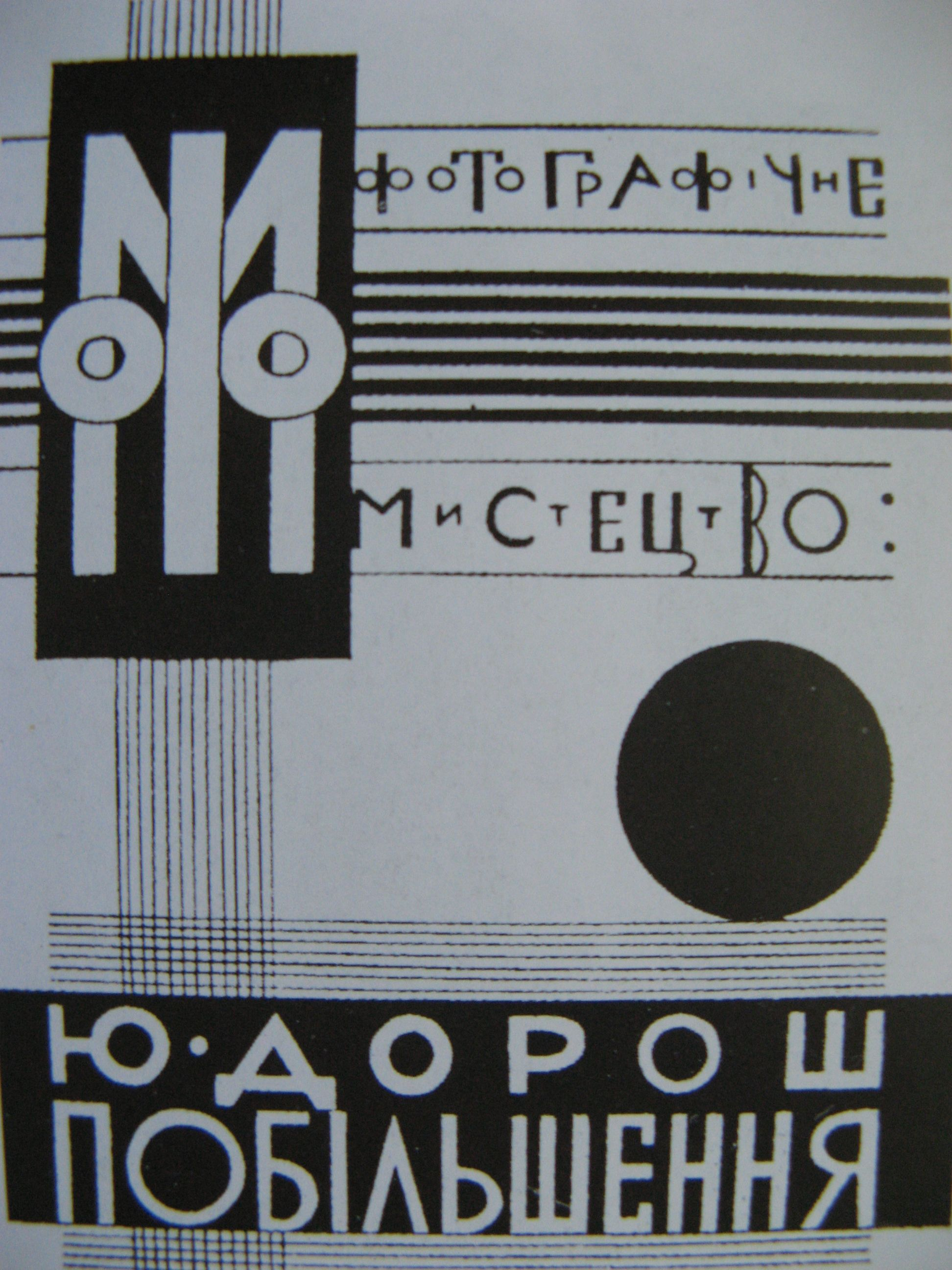
Julian-Jurij Omeljanovyč Doroš: Kniha Pobilšennja (Zvětšeniny)

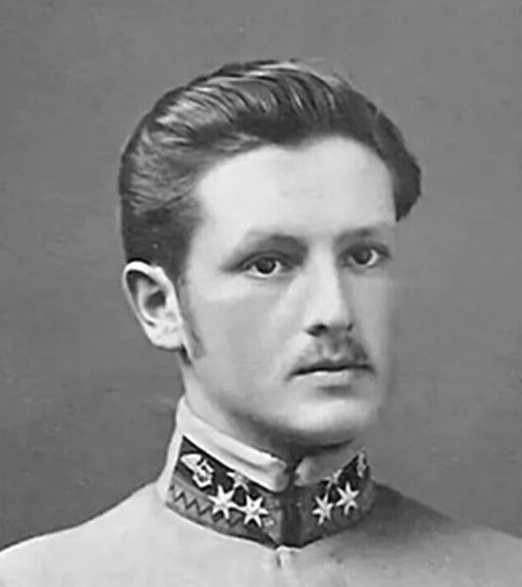
Oleksander Hryhorovyč Pežanskyj

Ve 20. letech 20. století ve Lvově fungovala Sekcia fotografična (Fotografická sekce) při organizaci Sokoli-Baťku (předseda – J. Vinckovskij, J. Bonkovskij, A. Cibulskij, V. Savickij a Volodimir Golijan; 1926 výstava ukrajinské krajiny v Stanislavově). Dále pak byla založena organizace Subreferat svitlin při ekonomickém referátu Vrchní formační rady (Verchovnoj Plastovoj Radi, předseda - Volodimir Golijan, Julian-Jurij Omeljanovyč Doroš, který v roce 1929 pracoval na prvním filmu z formačního tábora). Jako druhá existovala Fotografická sekce při Společnosti studentů techniky „Osnova“.
V roce 1930 byla ve Lvově založena Ukrajinská fotografická společnost (UFOTO nebo UFT, profesor Olexa Balickij a Dr. Stepan Dmochovskyj – předsedové společnosti) s pobočkami v Stanislavově, Ternopilu a Rohatynu. Společnost měla 216 členů (1936), vlastní dům, pracovnu a knihovnu. V letech 1933–1939 vydával časopis Světlo a stín (šéfredaktoři Oleksandr Ivanovyč Moch, Stepan Vasyljovyč Ščurat). UFOTO pořádalo měsíční interní výstavy a každoroční reprezentativní.
Členové společnosti se účastnili výstav v Chicagu (1933), Všeslovanské výstavy fotografií v Záhřebu (1935) a fotografických soutěží Alpha, Perutz, Kodak, Phillips a Hérault.
Společně s vlastivědným spolkem „Play“ v roce 1935 uspořádali výstavu Naše vlast na fotografii se 68 účastníky. Významní členové společnosti: profesor Olexa Balickij, Julian-Jurij Omeljanovyč Doroš (autor knih Učebnice fotoamatéra (1931) a Pobilšennja – Zvětšeniny), Oleksander Hryhorovyč Pežanskyj, Jaroslav Savka, Volodimir Savickij, Danylo Figol, Roman Masljak, Volodimir Tarnavskij.
Komerční fotografií ve Lvově se zabývali L. Januševič a J. Šalabavka.

### Východní země
Po revoluci, v letech 1920–1930 a po druhé světové válce se na Ukrajině rozšířily amatérské fotografické skupiny v institucích, veřejných organizacích a továrnách. Pravidelně pořádali výstavy fotografií a putovní výstavy mimo Ukrajinu a soutěže o peněžní ceny ve všech regionálních centrech. Fotoreportéři pro tisk se rekrutovali z účastníků těchto výstav. Mezi známé fotožurnalisty třicátých let patřili například: K. Liško, Bilocerkivskij, G. Ugrinovič; po válce byli významní: B. Gradov, F. Fedorov, Mykola Kozlovskyj, J. Ševcov, E. Ancis (nyní ve Spojených státech), V. Primačenko, I. Kropivnickij, O. Starodub (zátiší a portrét), S. Alexandrovič, V. Smetanič, V. Čuprinin, A. Kucan, I. Chižnjak, J. Dacjuk, I. Ochrimenko, J. Sameljak, R. Jakimenko a mnoho mladších. V Charkově se na krátkou dobu objevil časopis Foto-Kino (1924), Foto dlja vsich (1928–1930) a Foto socbudivnictvu (1932–1934).
V letech 1920–1930 laboratorní technici a fotografové studovali v uměleckých a průmyslových školách; umělecká fotografie se vyučovala také na Kyjevském uměleckém institutu a Kyjevském institutu kinematografie. Nejslavnější umělečtí fotografové té doby byli: M. Petrová: D. Demuckij a P. Novickij, pracoval jako kameraman v celovečerních filmech; A. Ježerskij, Ozerov, O. Dmitriev jako portrétisté.
Po válce byla fotografie vyučována na kinematografické fakultě Kyjevského divadelního institutu. Karpenko-Kary; fotografická technika – také ve Lvovském polygrafickém institutu. Pro potřeby spotřebitelských služeb se organizovaly ve velkých městech fotografické kurzy, které produkovaly fotografy-techniky. Na ministerstvu kultury v Kyjevě vznikl experimentální fotoateliér.

## Fotografie na sovětské Ukrajině
V roce 1971 založila fotografka Irina Pap školu fotografie při Svazu novinářů Ukrajiny. Škola pořádala přednášky, workshopy, recenze portfolia. Škola nebyla oficiální vzdělávací institucí, ale absolvovalo ji mnoho profesionálů, kteří později vytvořili fotografické prostředí nezávislé Ukrajiny: Viktor Maruščenko, Valerij Kerekeš, Sergij Požarskij a další.
Mykola Kozlovskyj byl také jedním z nejslavnějších fotografů SSSR. Od roku 1948 pracoval jako speciální fotožurnalista pro časopis Ogoňok. Mezi jeho tvůrčí práce patří více než 30 fotoalb. Stal se vítězem Ševčenkovy ceny za fotoalbum Můj Kyjev v roce 1986.
Oleksandr Tymofijovyč Bormotov byl v 70. a 80. letech předním fotoreportérem v Kyjevě a na Ukrajině, rozhlasovým fotokorespondentem Telegrafní agentury Ukrajiny (RATAU). Díky Bormotovovi se dochovalo ze života hlavního města Ukrajiny v 50.– 90. letech 20. století mnoho unikátních fotografií. V polovině 70. let byly jeho práce publikovány ve fotoalbu Mír – Válka – Mír (1974) vydaném nakladatelstvím Fotokinoverlag v Lipsku, v měsíčním ilustrovaném časopise Svazu novinářů SSSR Sovetskoje foto, v sovětském a zahraničním tisku 60. a 80. let. Bormotov je autorem portrétu skladatele Dmitrije Šostakoviče v Kyjevské opeře, britské princezny Anny, Salvadora Allendeho, Indiry Gándhíové, Broze Tita, Richarda Nixona, švédského krále a královnu, hvězd ruské a ukrajinské opery a baletu, významných sportovců a umělců, guvernérů USA, kteří byli v Kyjevě na návštěvě.
Mezi vlivné „neoficiální“ fotografy SSSR patří Boris Michajlov z Charkova (kolem něhož vznikla Charkovská škola fotografie) a Villa Furgalo ze Lvova.

## Organizace
- Ukrajinská asociace profesionálních fotografů

## Výroba fotografického vybavení a fotografických materiálů na Ukrajině

### Fotografické materiály
Výroba fotografických materiálů (filmových a velkoformátových fotografických filmů) byla organizována v roce 1931 ve městě Šostka, v Sumské oblasti produkoval výrobky Svema a fotografický papír vyráběla Kyjevská továrna na světlocitlivé materiály Foton v Kyjevě.

### Fotografické vybavení
Fotoaparáty vyráběla v Kyjevě firma Arsenal, dálkoměry a SLR fotoaparáty pro 35 mm film značky Kyjev. Vyráběli také zrcadlovky středního formátu (6x6 cm) Saljut a Kyjev, kompaktní fotoaparáty „Kyjev-Vega 2“ pro kinofilm (18x24 mm).
Fotoaparáty s optickými dálkoměry řady FED (FED-2, FED-3, FED-4 a FED-5) byly vyráběny v asociaci FED v Charkově. Zpočátku zcela kopírovali fotoaparát Leica a později pokročilejší modely vlastní výroby.
Fotografické zvětšovací přístroje se vyráběly v Dněpropetrovsku a Feodosii, osvětlovací zařízení v Kyjevě a Oděse (továrna KINAP), kde se vyrábělo i filmové zařízení.

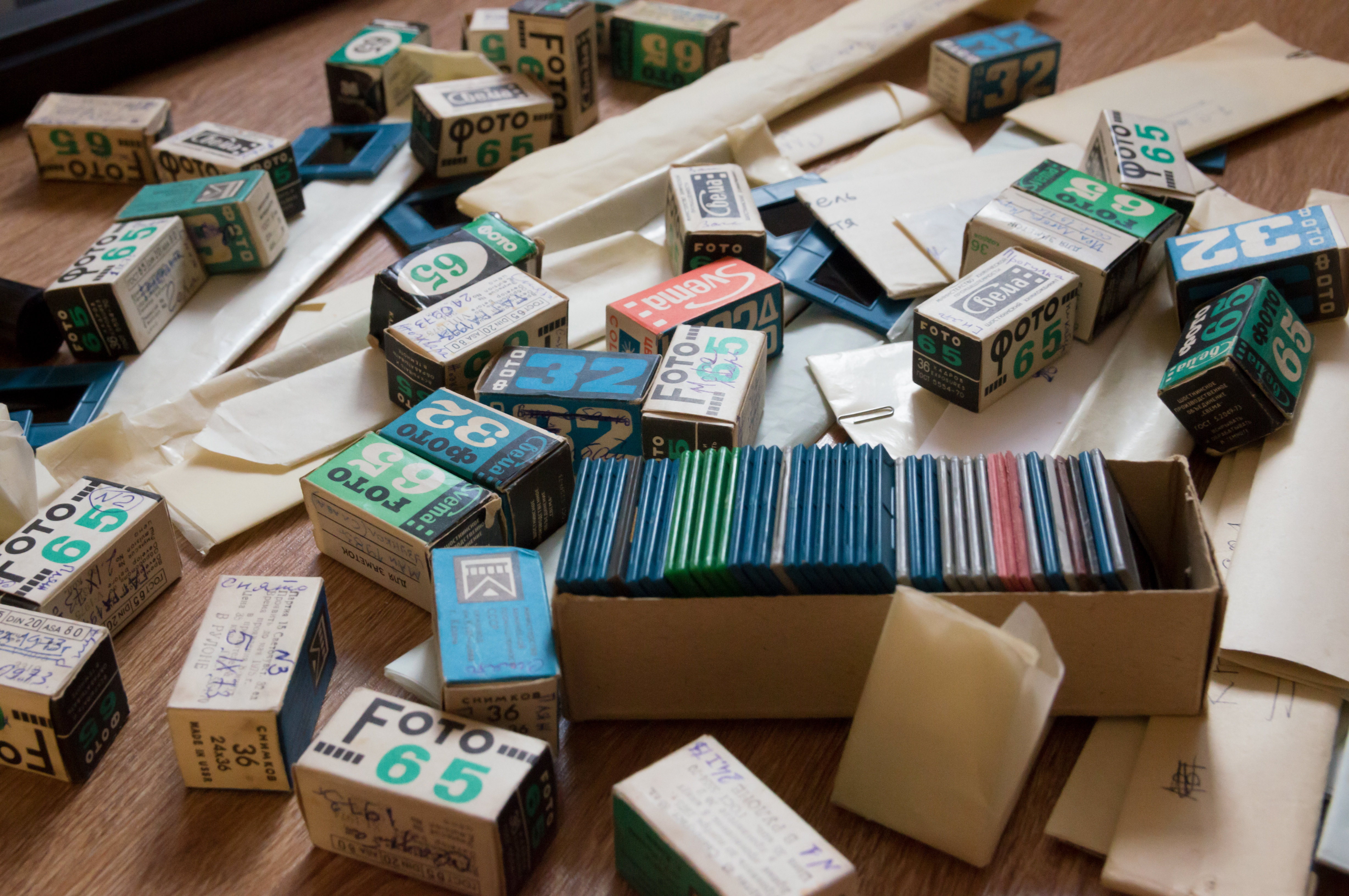
Filmové produkty značky Svema
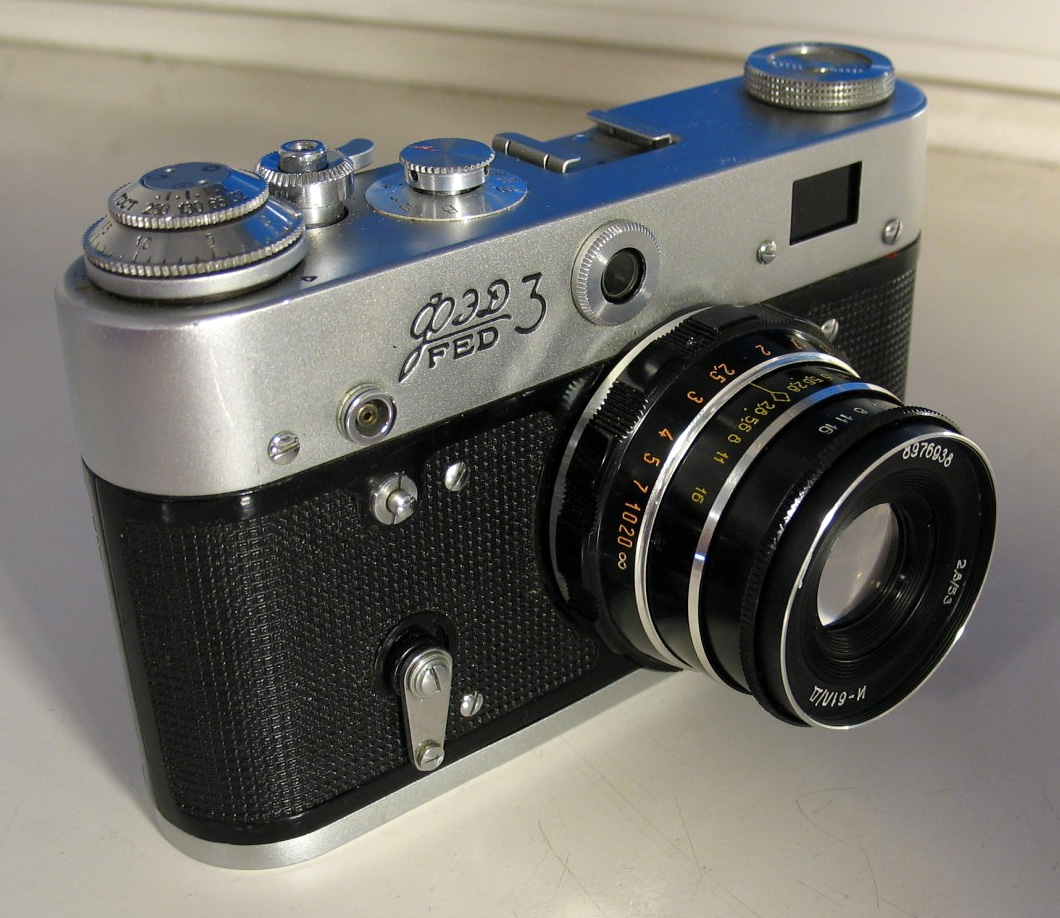
Fotoaparát FED-3 s objektivem Industar 61

Výrobky společnosti Arsenal Kyjev:

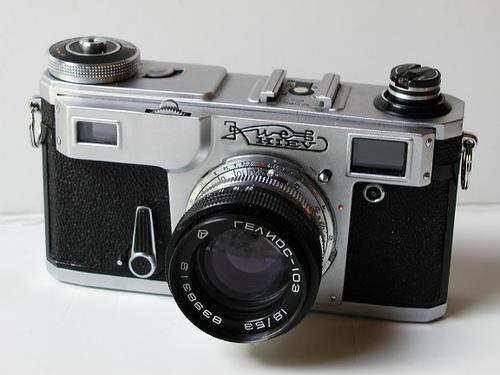
Fotoaparát „Kiev-4AM“ s objektivem Hélios
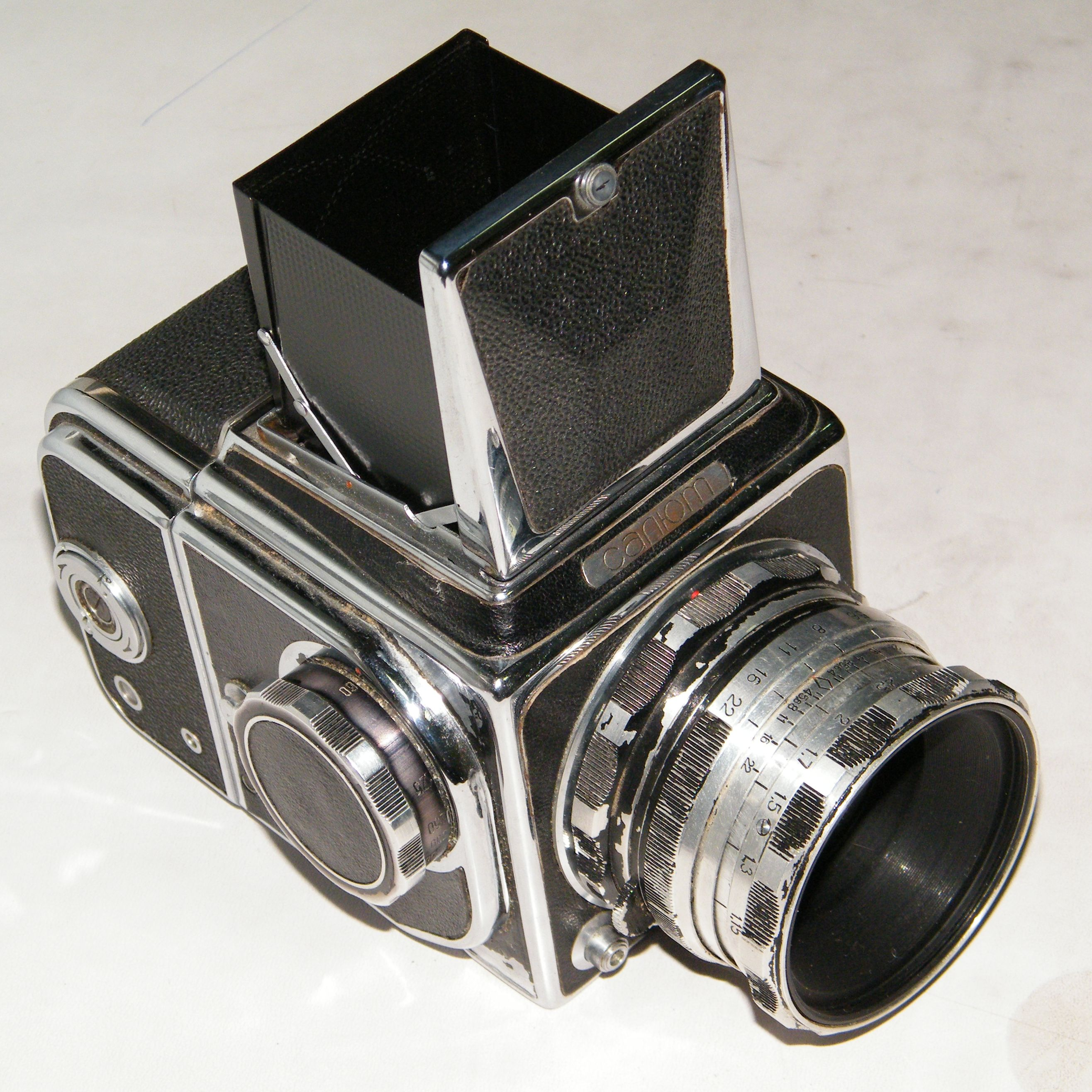
Saljut, modulární středoformátová jednooká zrcadlovka. Typ filmu 120. Velikost filmového políčka 6×6 cm. Objímka objektivu - bajonet B. Standardní skládací hřídelový hledáček. Fotografická závěrka s ohebnými fóliovými závěrkami. Vyvinutý na základě švédského fotoaparátu "Hasselblad 1600F" a vyráběný v letech 1957–1972
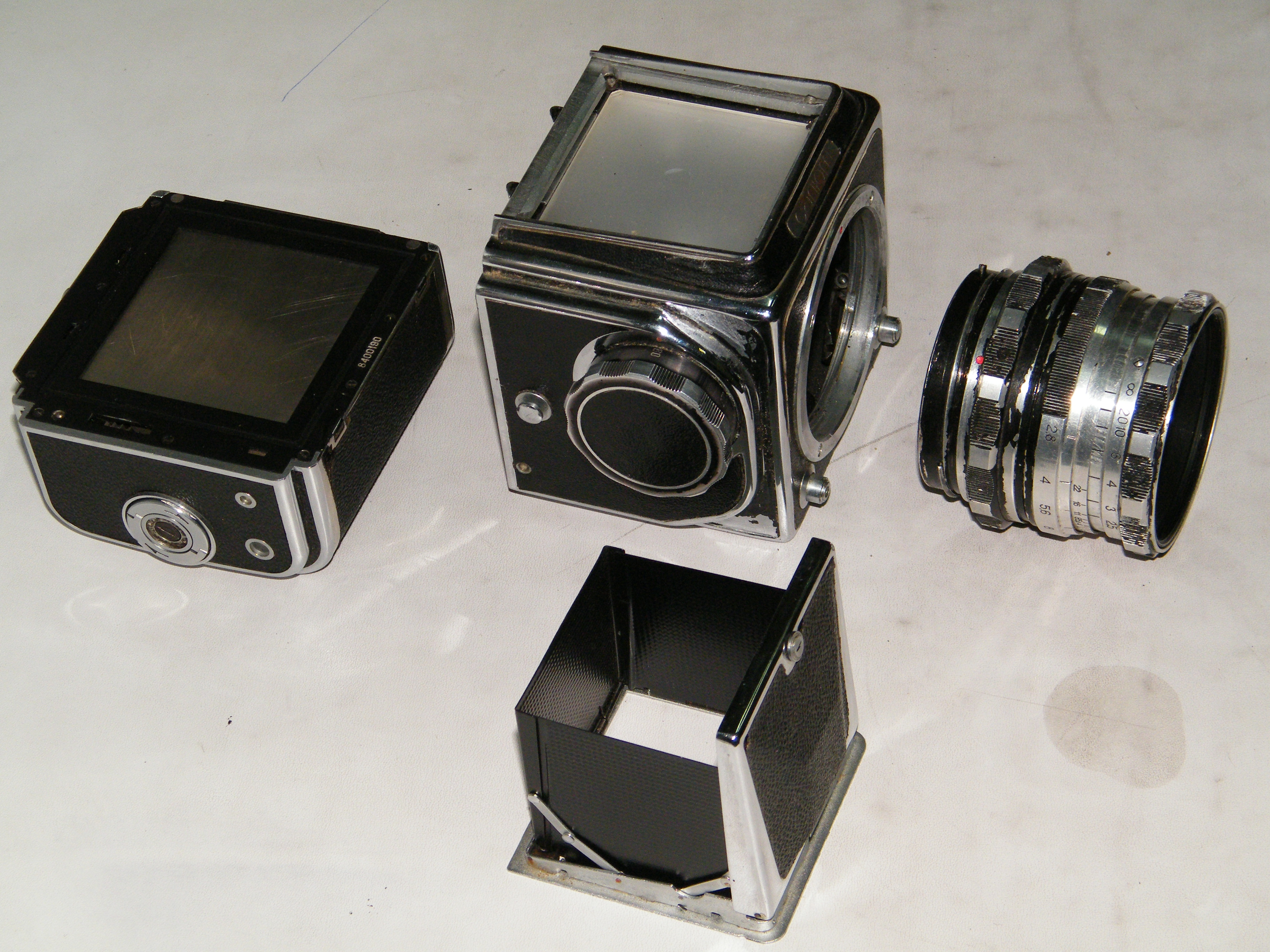
Saljut, modulární středoformátová jednooká zrcadlovka
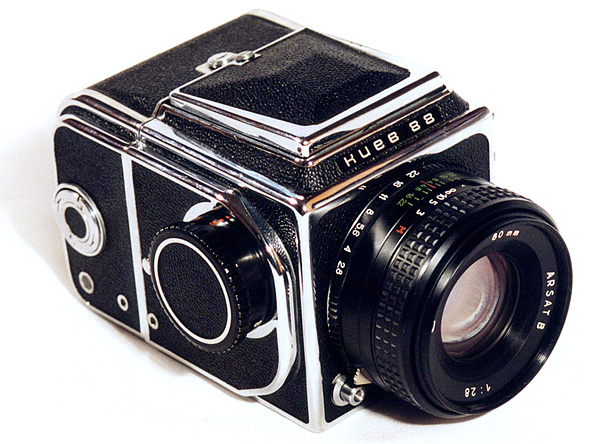
Kiev-88 TTL se složeným šachtovým hledáčkem
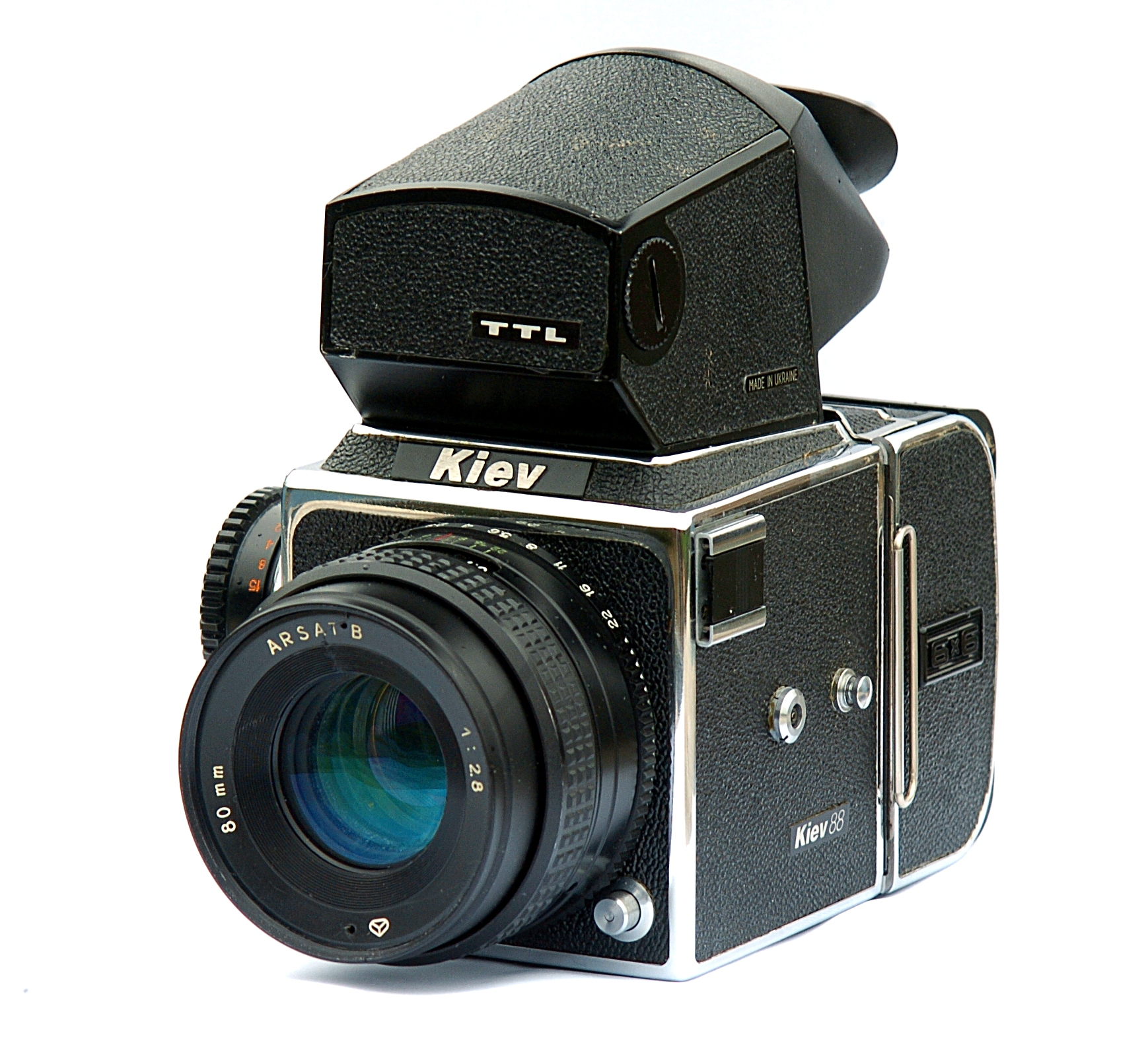
Kiev-88 s 80 mm objektivem

## Fotografický ruch v ukrajinské diaspoře
V exilu ve Spojených státech obnovili bývalí členové UFOTO v roce 1950 společnost stejného jména jako Sekce literárního a uměleckého klubu v New Yorku; v letech 1954–1956 měli v deníku Svoboda „stránku fotoamatéra“ (redaktor S. Fedov), kromě toho pořádali výstavy, spravovali fotoarchivy (M. Pežanskij) a tak dále.
V čele společnosti stál kromě jiných: S. Fedov, R. Zagajkevič, B. Poljanskij. Ve velkých ukrajinských klastrech ve Spojených státech a Kanadě zakládali ukrajinští profesionální fotografové fotografická studia, například „Dark“ (O. Darkovič) v Chicagu, „Meva“ (O. Solovij) ve Philadelphii, J. Starostjak, V. Griščin, S. Tur, L. Majstrenko v New Yorku a další.
Ukrajinský emigrantský tisk měl také své fotoreportéry: R. Sochan-Gadzevič („Svoboda“), M. Ganusej („Amerika“), V. Ke („Novij Šljach“) a další.

## Ukrajinské fotografky
Za první ukrajinskou fotografu se považuje Sofija Jablonská, spisovatelka, novinářka, cestovatelka a fotografka. V Americe byla aktivní Tetjana Mychajlyšyn-D'Avignon.
Mezi mladé ukrajinské fotografky tvořící na přelomu 20. a 21. století patří například: Saša Samsonová, Jelena Jemčuková, Olha Dmytrivna Juchym, Bohdana Vitalijivna Ševčenko, Jevhenija Markivna Bjelorusec, Anastasija Vasylivna Zazuljak, Anna Vojtenko, Vita Kin nebo Anna Mychajlivna Senik.

## Současnost
Fotožurnalisté aktivní na Ukrajině během Ruské invaze na Ukrajinu v roce 2022: Lenka Klicperová, Stanislav Krupař, Wolfgang Schwan, Emilio Morenatti, Raphaël Lafargue, Patrick Chauvel, Lynsey Addario, Lorenzo Meloni (Magnum Photos), Rafał Milach, Paolo Pellegrin, Aris Messinis, Brent Renaud, Pierre Zakrzewski, Chris McGrath, Maksym Jevhenovyč Levin (byl zabit), Jevhen Maloljetka nebo Mstyslav Andrijovyč Černov.

## Ukrajinští fotografové
- Igor Leonidovič Babij (kreativní pseudonym VarrIng; * 1971)
- John Cooke Bourne (1814–1896), autor první fotografie Kyjeva
- Włodzimierz Wysocki (1846–1894), fotograf polského původu
- Yhor Nykolaevyč Hajdaj (* 1961), fotograf, autor fotografických knih „Ukrajinci. Počátek třetího tisíciletí“ (1996-2003), „9 měsíců + 3 dny“ (2006-2008) a „RAZOM.UA" (2004-2012)
- Julian-Jurij Omeljanovyč Doroš (1909–1982), fotograf – výtvarník, průkopník ukrajinské kinematografie v Haliči, etnograf, místní historik. Člen Ukrajinské fotografické společnosti
- Grigorovič Lazovskij Genrich (?–1905)
- Francišek Kazimirovič Mezer (polsky Franciszek de Mezer; 1830–1922)
- Boris Andrejevič Michajlov (Boris Michaijlov; * 1938), držitel ocenění Hasselblad Award
- Palinčak Michajlov Jurijovič (* 1959)
- Mikola Oleksandrovič Petrov (1875–1940)
- Čekmenjov Alexander Vladimirovič (* 1969)
- Nikola Oleksijovič Uzemskij (Ouzemsky N.; přelom 19. a 20. století)
- Alfred Konstantinovič Feděckij (1857–1902), ukrajinský fotograf a filmař polského původu
- Danylo Figol (1907–1967), muzeolog, fotograf a etnograf
- Jevhen Maloljetka (* 1987), ukrajinský novinář a fotograf, dokumentoval obléhání Mariupolu během ruské invaze na Ukrajinu a zejména pořídil fotografii ženy zraněné v důsledku bombardování porodnice, která je považována za ikonickou.[5]
- Ihor Volodymyrovyč Podolčak (* 1962), ukrajinský režisér, scenárista, producent, fotograf, výtvarník a kurátor moderního umění

Boris Andrejevič Michajlov
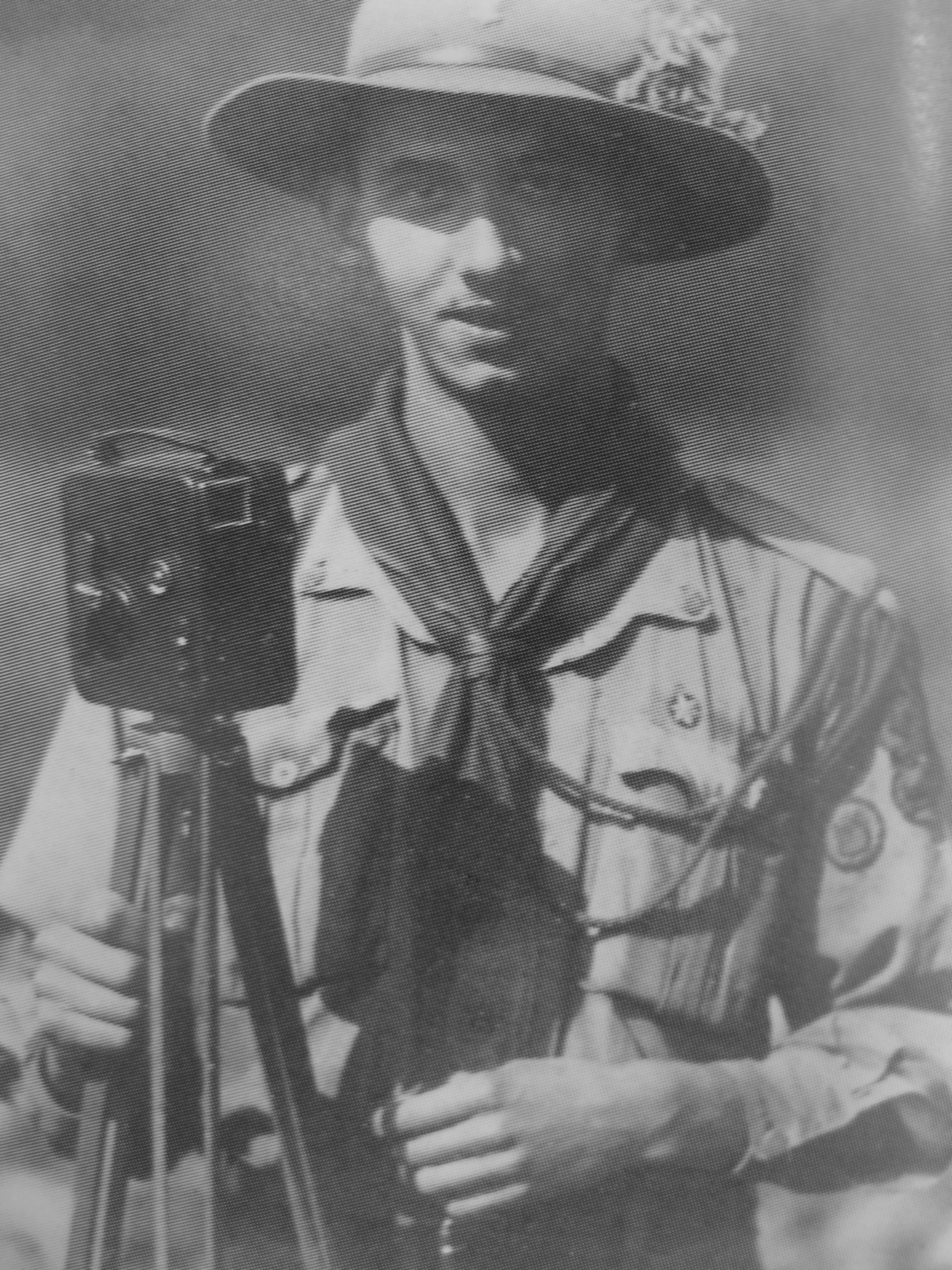
Julian-Jurij Omeljanovyč Doroš
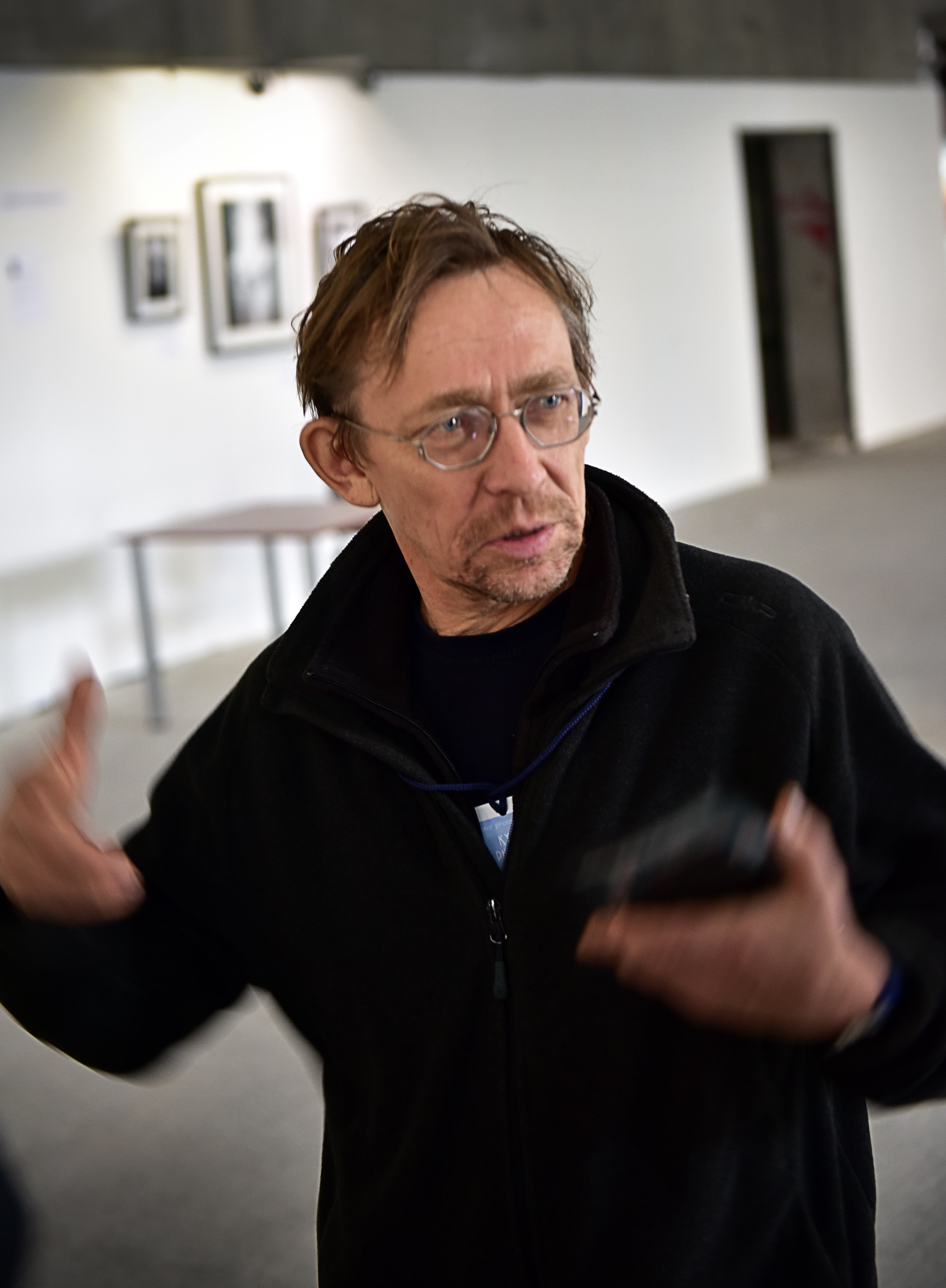
Yhor Nykolaevyč Hajdaj (* 1961)
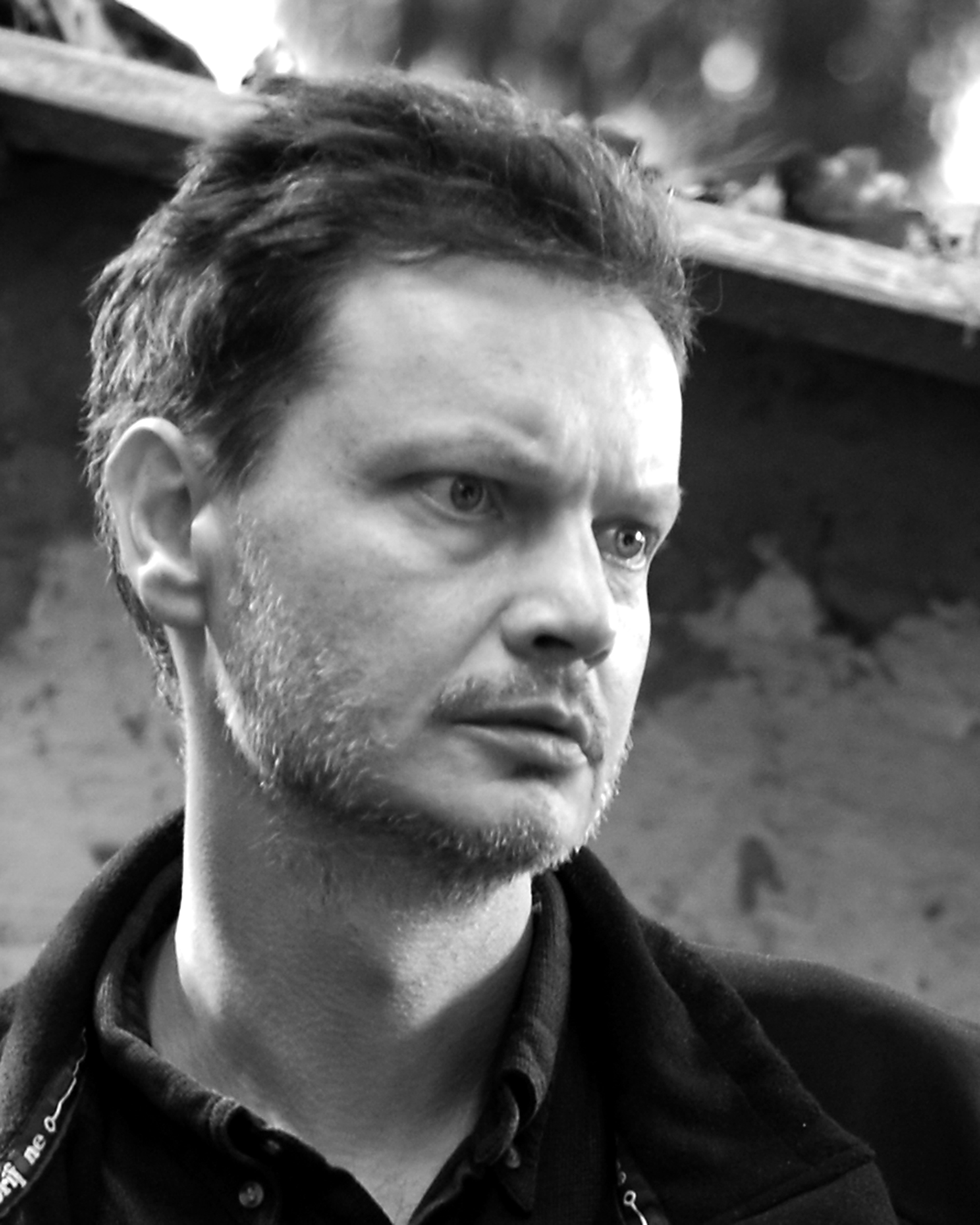
Ihor Volodymyrovyč Podolčak (* 1962)